# 马克·马佐尔
马克·马佐尔（英語：Mark Mazower，/məˈzaʊ.ər/，1958年2月20日—）是一位英国历史学家和作家，现为哥伦比亚大学教授，主攻希腊和巴尔干半岛的历史，特别是20世纪以来的历史，作品有《黑暗大陆：20世纪的欧洲》（Dark Continent: Europe’s Twentieth Century，1998年）、《巴尔干五百年：从拜占庭帝国灭亡到21世纪》（The Balkans: From the End of Byzantium to the Present Day，2000年，2002年再版）等。